# スタートレック 叛乱
『スタートレック 叛乱』（スタートレック はんらん、Star Trek: Insurrection）は、1998年のアメリカのSF映画。『スタートレック』の劇場版第9作で、『新スタートレック』の登場人物が出演する劇場版の3作目である。監督はジョナサン・フレイクス（副長ライカーも演じる）。パラマウント映画配給で、米国では1998年12月11日、日本では1999年5月8日公開。

## あらすじ
地球の中世のたたずまいであるバクー星の村を、惑星連邦とソーナ人が共同で、基地や隊員をホログラム映像で偽装・隠蔽し、密かに観察していた。ところが、観察隊員として加わっていたアンドロイドのデータ少佐が突然誤作動し、基地や隊員のホログラムを解除、さらに隊員達を人質にしてしまう。
外交活動に忙殺されていたU.S.S.エンタープライズEの艦長ピカードは、データ少佐の誤作動を聞いてバクーに駆けつけ、ソーナ人のルアフォ総統に破壊されようとしていたデータを何とか回収した。
ピカードたちがバクー人の村を訪れると、彼らは友好的で、しかも見かけによらず高い科学知識を有していた。その昔、彼らは科学技術や宇宙探査を棄て、この星で生きていくことを選んだのだという。また、データに何が起きたのかを調べていくうち、隠されていた惑星連邦のホロシップを発見する。その船内にはホログラム映像でバクー人の村がコピーされていた。さらに、この惑星では特別な放射線により人々が若返り続けることを知る。バクー人たちは見かけ以上の年齢で、不老不死だったのだ。これらのことからピカードは、惑星連邦の提督とソーナ人が結託し、約600人しかいないバクー人をホロシップへ転送、他の惑星へ強制移住させ、バクー星を奪い取る陰謀を進めていたことを突き止める。
提督に抗議するも却下され、この星域からの退去を命じられたエンタープライズのクルーたちだったが、正義を貫くべく反旗をひるがえす。

## バクー星
Ba'kuと表記する惑星で、Mクラス。輪を持つ。ベータ宇宙域の惑星連邦の領域であるセクター441に位置する。ブライアー・パッチと呼ばれる超新星爆発残骸の塵の中にある。輪からメタファジック放射線という特殊な放射線が出ているため、ここで暮らす生命体は老いることがない。
歴史
- 2066年 バクー人が入植地を作る。
- 2275年 バクー人の一部が宇宙に追放され、ソーナ人となる。
- 2375年 復讐に燃えるソーナ人とソーナ人に騙された惑星連邦による、バクー乗っ取り計画が失敗。

## キャスト
※括弧内は日本語吹き替え
- ジャン＝リュック・ピカード - パトリック・スチュワート（麦人）
- ウィリアム・T・ライカー - ジョナサン・フレイクス（大塚明夫）
- データ - ブレント・スパイナー（大塚芳忠）
- ウォーフ - マイケル・ドーン（銀河万丈）
- ジョーディ・ラ＝フォージ - レヴァー・バートン（星野充昭）
- ビバリー・クラッシャー - ゲイツ・マクファーデン（一城みゆ希）
- ディアナ・トロイ - マリーナ・サーティス（高島雅羅）
- ソジェフ - ダニエル・ヒュー・ケリー（田中正彦）
- マシュー・ダワティ提督 - アンソニー・ザーブ（大木民夫）
- ルアフォ - F・マーリー・エイブラハム（辻親八）
- アニージ - ドナ・マーフィ（宮寺智子）

日本語吹き替え版
- 演出：伊達康将、翻訳：小寺陽子、制作：東北新社
- その他声の出演：亀井芳子、立木文彦、片岡富枝、榎本智恵子、小形満、松本大、中澤やよい、山野井仁、高瀬右光、鈴木正和